# Culinária sino-indiana
A culinária sino-indiana é a adaptação do temperos e técnicas de cozinha chineses com os gostos indianos. Diz-se de ter sido desenvolvida pela pequena comunidade chinesa que viveu em Kolkata (ex-Calcutá), por mais de um século. Imensamente popular para os indianos, é generalizada em grandes metrópoles indianas, como Mumbai, Nova Déli e Calcutá, e também é apreciado por comunidades indianas e chinesas na Malásia, em Singapura e na América do Norte.